# Климат Узбекистана
Республика Узбекистан расположена на Евразийском континенте между 37 и 45 ° южной широты, 56 и 73 градусами восточной долготы. Площадь Республики Узбекистан составляет 447,7 тыс. км², из них 78,8 % составляют равнины, 21,2 % — горные и предгорные районы. Почти 4/5 его территории составляют полупустыни и пустыни, а остальную часть составляют высокие горы в юго-восточных и восточных районах . континентальный климат в Узбекистане зависит от его географического положения, солнечной радиации и атмосферной циркуляции. Он в основном характеризуется продолжительной засухой, жарким летом, дождливой весной и холодной зимой. Атлантические и арктические воздушные течения входят с севера, северо-запада и запада. Средняя температура июля в республике колеблется от 26°С на севере до 50°С на юге. средняя температура воздуха в январе достигает −8 °С на севере и 0 °С на юге. Самая низкая температура воздуха −38 °С (на равнинах Устюрта).

## Климатообразующие факторы
В северной части страны летом (по состоянию на 22 июня) солнце светит под углом 71-72°, тогда как на юге этот показатель равен 76°. При этом на севере солнце светит 2500—2800 часов в течение года, а на юге 3000-3100 часов находится под солнцем.
Зима воздушные потоки, поступающие на территорию республики с северо-востока и севера, достигают южных частей территории. По этой причине воздух будет чистым, но температура воздуха понизится и похолодает.
Летом тепловая печь возникает в результате перегрева равнинной части территории Узбекистана. Затем воздух становится очень теплым, создавая местный континентальный туронский тропический воздух. В дополнение к этому низкому давлению с северо-запада и запада прибывает прохладная воздушная масса. Но из-за потепления воздуха эти воздушные потоки не приносят дождя. Этот воздушный поток вызывает дождь и снег из-за относительно прохладной погоды в горных районах страны.

## Распределение температуры
Чтобы узнать распределение температуры, необходимо сначала узнать среднегодовую температуру. Этот показатель составляет +10,8°С в Нукусе, +11,9°С в Ташкенте и +17,0°С в Термезе.
Лето в стране сухое и жаркое, а средняя температура июля достигает на равнинах +26+30°С, на юге +31+32°С. Самая высокая температура воздуха +44°С в Ташкенте и +50°С в Термезе. Поверхность песков прогревается до +75 +80°С. Средняя температура зимних месяцев на территории республики с северо-запада (-10-11°С на Устюрте) на юго-восток (+0,9°С в Ташкенте, Самарканде +0,3°С. С, Термез +2,8°С). Иногда из-за прихода и застоя арктических и сибирских воздушных потоков воздух зимой охлаждается, самая низкая наблюдаемая температура составляет −20°С в Сурхандарье, −30°С в Ташкенте, −38°С на Устюрте.
В 2015 среднегодовая температура воздуха повысилась на 0,8-2,2 °C во многих частях страны.
Также по мере подъёма в горы в целом температура воздуха снижается.

## Распределение осадков
Осадки являются крупнейшим субресурсом Узбекистана. Осадки в основном зависят от воздушных масс, поступающих с Атлантического океана. Причиной этого является неравномерное распределение территории страны по временам года.
Устюрт, Нижняя Амударья и Кызылкум получают наименьшее годовое количество осадков в Узбекистане, обычно 100 мм. Количество осадков увеличивается за счет возвышения местности к востоку и юго-востоку. В среднем 300—550 мм в год в горной и предгорной частях Узбекистана, влажный воздух с юго-запада Западного Тянь-Шаня, Гисор-Заравшана гор. мм дождя выпадет на склонах. В Узбекистане наибольшее количество осадков в год выпадает на участки Западного Тянь-Шаня и Хисара, обращенные к влажному воздуху. Большая часть осадков выпадает зимой (30 % годовых осадков) и весной (40 %).
Если количество осадков в равнинных районах составляет 36-45 дней в году, то в горных районах этот показатель составляет 75-95 дней.
Часть осадков выпадает в виде снега. Однако снег сохраняется неодинаково на равнинах и в горных районах. Например, на равнинах снег лежит 20-30 дней, а в горных районах от 90 до 100 дней. Толщина снега в основном составляет 1-10 см на равнинах, 12-20 см в горных районах, 60 см в горных районах (наблюдалось 1,2-2 м снега).

## Ветры
Ветры дуют круглый год на площадях Республики. Также в Узбекистане часто наблюдаются местные долинные, Бекабадский (Ховосский), Коканский, афганский ветры.

### Бекобад Ветер
В зимние месяцы, когда напор в долине увеличивается, а на западе напор снижается, он движется в сторону Мирзачол через ворота Ходжанд, скорость ветра 30-40 м/сек, но при этом не вредит сельскому хозяйству.

### Кокан Ветер
В весенние и осенние месяцы, когда давление в Ферганской долине снижается, он дует с запада в сторону долины, и его скорость увеличивается до 15-25 м/с.

## Климатические изменения
Изменение климата имеет следующие последствия для Узбекистана:
1. В результате повышения температуры воздуха увеличение перехода воды в форму пар приводит к сокращению и дефициту источников воды в этих районах.
2. Количество осадков в 1950—1960 годах значительно уменьшилось.
3. Постоянная смена вышеуказанных температур повлияла на среднегодовую скорость ветра, чего в Узбекистане ещё не наблюдалось. В результате было отмечено снижение скорости ветра с 3,8-4,0 м/с до 3,1-3,5 м/с в год.
4. Почва влажность с большей вероятностью подвержены риску повторной засухи в результате мейоза, при этом повторяющаяся засуха происходит каждые 3 года из каждых 10 лет.
5. Изменение экологии к худшему и исчезновение вод Сырдарьи и Амударьи до того, как они достигнут Аральского моря, также приводят к опустыниванию Аральского моря.
6. Эти процессы приводят к образованию пустынь на месте, где раньше было море. Причиной тому становится пересыхание рек.
7. В пустынных морях и водоёмах содержится большое количество солей. Из-за сильной запылённости эти соли могут подниматься в воздух, что может нанести значительный вред сельскому хозяйству и даже вызвать болезни среди местного населения.
8. Это приводит к ухудшению качества атмосферного воздуха и увеличению количества пыли в нём.